# Vojtech Szalai
Vojtech Szalai (* 22. května 1936) byl československý politik Komunistické strany Slovenska ze Slovenska maďarské národnosti a poslanec Sněmovny lidu Federálního shromáždění za normalizace.

## Biografie
K roku 1981 se profesně uvádí jako soustružník. Působil coby opravář v podniku ŠM Želiezovce.
Ve volbách roku 1981 zasedl do Sněmovny lidu (volební obvod č. 149 – Želiezovce, Západoslovenský kraj). Mandát obhájil ve volbách roku 1986 (obvod Želiezovce). Ve Federálním shromáždění setrval do konce funkčního období, tedy voleb roku 1990. Netýkal se ho proces kooptací do Federálního shromáždění po sametové revoluci.